# Esguevillas de Esgueva
Esguevillas de Esgueva es un municipio y localidad de España, en la provincia de Valladolid (Castilla y León). 
Se encuentra en el centro del valle del río Esgueva, en el cruce de las carreteras que van de Valladolid a Tórtoles de Esgueva y de Dueñas a Peñafiel, justamente en la confluencia del valle del Esgueva con el valle de Arranca (Arroyo de San Vicente). 
La villa mantuvo parte de sus murallas hasta bien entrado el siglo XVIII, cuando fueron derribadas. Ahora solo queda su recuerdo en la toponimia del callejero.

## Demografía

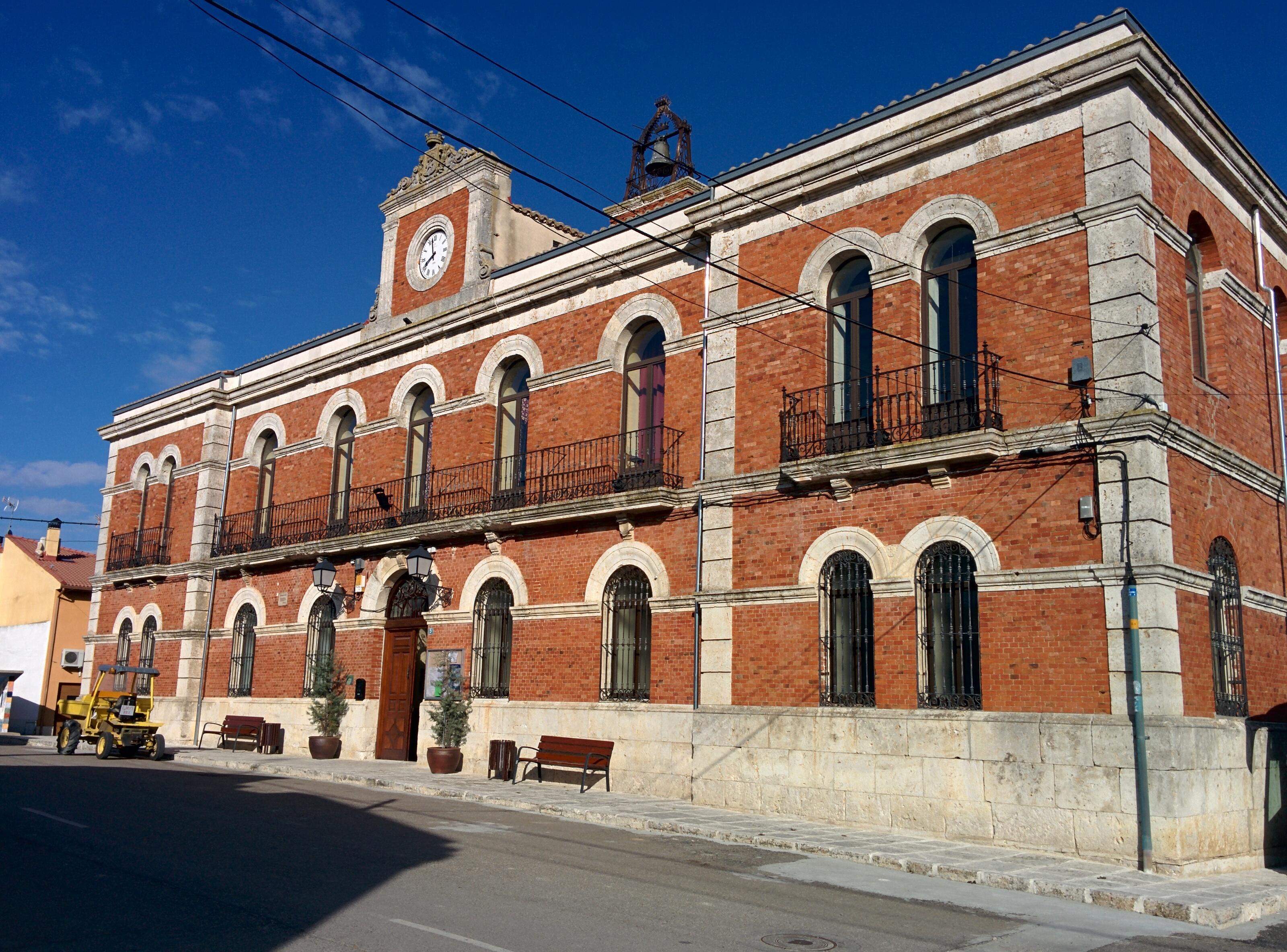
Casa consistorial

Cuenta con una población de 258 habitantes (INE 2024).
| Gráfica de evolución demográfica de Esguevillas de Esgueva entre 1842 y 2021 |
| |
| Población de derecho según los censos de población del INE Población de hecho según los censos de población del INEEn estos censos se denominaba Esguevillas: 1842, 1857 y 1860 |

## Economía
- Agricultura.
- Ganadería. El lechazo del Valle Esgueva es muy apreciado.

## Cultura

### Monumentos

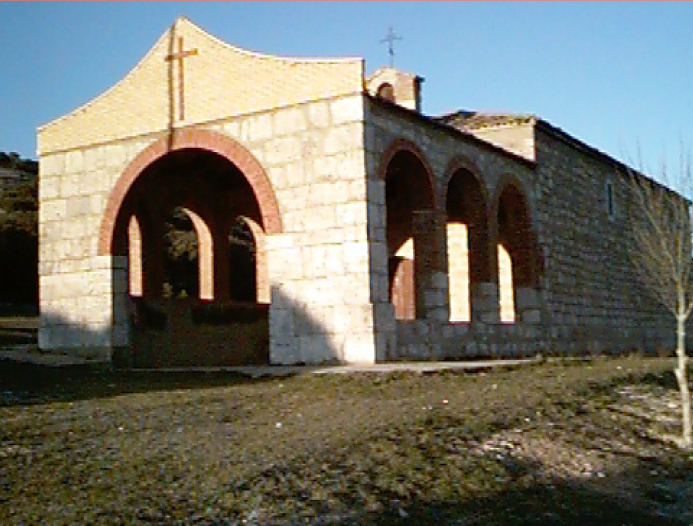
Ermita de San Vicente

- Iglesia de San Torcuato del siglo XVI.
- Palacio consistorial del siglo XIX.
- Plaza Mayor, que aún conserva una casa porticada con tres columnas de piedra, y otras dos casas con arcos.

### Fiestas

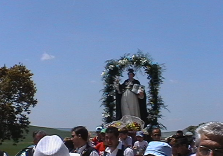
Romería

- Fiestas de San Vicente Ferrer, el primer lunes de Pentecostés
- Se celebra una romería por el valle de Arranca, donde está situada la ermita dedicada a San Vicente Ferrer